# پگاه‌مرغ
پگاه‌مرغ یا مرغ بامدادی (نام علمی: Colluricincla tenebrosa) نام یک گونه از سرده توکا-سنگ‌چشم است.